# Paraxerus alexandri
Paraxerus alexandri — вид вивірок, що мешкає в Демократичній Республіці Конго та Уганді. Він веде деревне життя та мешкає у вологих тропічних лісах, особливо у незайманих зрілих лісах. Це поширений вид із широким ареалом, і Міжнародний союз охорони природи оцінив його як такий, що викликає «найменше занепокоєння». Його загальна назва та латинське біноміальне походження належать до лейтенанта Бойда Александера, офіцера британської армії, дослідника та орнітолога.

## Характеристики
Це невелика вивірка, яка досягає середньої довжини голови й тулуба приблизно від 9,1 до 11,4 сантиметра, довжини хвоста приблизно від 9,3 до 12,6 сантиметра та ваги приблизно від 40 до 72 грамів. Задні лапи мають довжину приблизно від 23 до 28 міліметрів, а вуха — від 12 до 14 міліметрів. Хутро на спині тварин сірувато-оливково-коричневого до жовтуватого кольору, на якому є дві чорні смуги, розділені широкою центральною коричнево-жовтою смугою та облямовані вузькими кремово-білими бічними смугами; загалом на спині п'ять смуг. Волоски на спині темно-сірі біля основи, за ними йде жовта смуга та чорний кінчик. Між ними є кілька білих волосків. Хутро на животі таке ж, як і хутро на спині, але дещо блідіше та часто має нерівні жовті плями та смуги. Волоски тут темно-сірі біля основи з жовтуватим кінчиком. Голова також такого ж кольору, як і хутро на спині, край вух разюче білий. У тварин є довгі вібриси та біле кільце навколо ока, яке, однак, у багатьох тварин непомітне. Ноги відносно довгі та зеленувато-коричневі. Передні лапи мають чотири довгі пальці, кожен з яких закінчується довгим і гострим кігтем. Задні лапи мають п'ять пальців, один з яких редукований, а інші також мають довгий кіготь. Хвіст довгий і приблизно такої ж довжини, як голова й тулуб. Він густо вкритий шерстю від коричневого до охристого кольору зі світлими смугами. У тварин спостерігалася сезонна варіація забарвлення. Тварини, спіймані між листопадом і лютим, загалом були світлішого забарвлення, ніж ті, яких спіймали між березнем і жовтнем.

## Спосіб життя
Тварина живе в низинних тропічних лісах на висоті нижче 1500 метрів у високих первинних лісових районах, а також на перелогових плантаціях. Ці тварини ведуть денний спосіб життя і, як і інші Paraxerus живуть на деревах. Зазвичай вони живуть поодинці або парами. Їхній невеликий розмір та довгі кігті на ногах дозволяють їм лазити по стовбурах дерев та великих гілках. Вони віддають перевагу деревам з гладкою корою, а не стовбурам з шорсткою корою, і їх регулярно можна спостерігати на стовбурах великих дерев Cynometra, Mahogany або Khaya. Вони живуть на будь-якій висоті, але частіше їх можна побачити біля стовбурів і великих гілок і рідше біля листя, ніж інші види вивірок. Іноді вони живуть у порожнистих гілках та дуплах дерев, але невідомо, чи будують гнізда. Тварини загалом тихі, але іноді можна почути їхнє цвірінькання. Ці тварини всеїдні; їхній раціон складається переважно з комах (близько 50%), частин рослин і, рідше, смоли. Лишайники також можуть становити певну частку.